# 邁納 (密蘇里州)
邁納（英語：Miner）是位於美國密蘇里州密西西比縣及斯科特縣的城市。

## 人口
根據2020年美國人口普查的數據，邁納的面積為11.94平方千米，皆為陸地。當地共有人口916人，而人口密度為每平方千米77人。